# Atrichopogon horni
Atrichopogon horni är en tvåvingeart som beskrevs av Jean-Jacques Kieffer 1925. Atrichopogon horni ingår i släktet Atrichopogon och familjen svidknott.
Artens utbredningsområde är Sri Lanka. Inga underarter finns listade i Catalogue of Life.